# USS Nicholas (DD-449)
USS Nicholas (DD-449/DDE-449) là một tàu khu trục lớp Fletcher được Hải quân Hoa Kỳ chế tạo trong Chiến tranh Thế giới thứ hai. Nó là chiếc tàu chiến thứ hai của Hải quân Mỹ được đặt theo tên Thiếu tá Samuel Nicholas (1744–1790), vị Tư lệnh đầu tiên của lực lượng Thủy quân Lục chiến Hoa Kỳ. Tham gia suốt Thế Chiến II, con tàu còn tham gia các cuộc Chiến tranh Triều Tiên và Chiến tranh Việt Nam trước khi ngừng hoạt động năm 1970 và bị bán để tháo dỡ năm 1972. Nó được tặng thưởng tổng cộng 30 Ngôi sao Chiến trận qua ba cuộc chiến tranh, thành tích cao nhất của mọi tàu chiến Hoa Kỳ trong thế kỷ XX.

## Thiết kế và chế tạo
Nicholas được đặt lườn tại xưởng tàu của hãng Bath Iron Works Corp. ở Bath, Maine vào ngày 3 tháng 3 năm 1941. Nó được hạ thủy vào ngày 19 tháng 2 năm 1942, cùng với tàu chị em O’Bannon là một trong hai chiếc lớp Fletcher được hạ thủy đầu tiên. Con tàu được đỡ đầu bởi bà Edward B. Tryon, một hậu duệ của Thiếu tá Nicholas; và nhập biên chế vào ngày 4 tháng 6 năm 1942 dưới quyền chỉ huy của Hạm trưởng, Thiếu tá Hải quân William D. Brown.

## Lịch sử hoạt động

### 1942
Được phân về Hải đội Khu trục 21, Nicholas khởi hành từ New York vào ngày 23 tháng 8 năm 1942 trong thành phần hộ tống cho chiếc thiết giáp hạm USS Washington, băng qua kênh đào Panama để hướng đến khu vực trung tâm Thái Bình Dương, đi đến Espiritu Santo vào ngày 27 tháng 9. Ba ngày sau, nó bắt đầu hộ tống cho các đoàn tàu vận tải chuyển binh lính và tiếp liệu đi đến Guadalcanal. Kéo dài sang năm 1943, nó bảo vệ cho các đoàn tàu vận tải được tập trung tại Espiritu Santo và Nouméa để đi đến khu vực "Cactus" (Guadalcanal và Tulagi), bảo vệ chúng khi chất dỡ nhân sự và hàng hóa rồi đưa chúng quay trở về nơi xuất phát. Thỉnh thoảng con tàu còn được phân nhiệm vụ tấn công, cũng như tìm diệt tàu ngầm đối phương ngoài khơi các cảng Đồng Minh, càn quét eo biển New Georgia (biệt danh "Cái Khe"), bắn phá các mục tiêu trên bờ, bán pháo hỗ trợ hoạt động của các đơn vị Thủy quân Lục chiến và Lục quân khi họ tiến quân đến sông Tenamba để kiểm soát hoàn toàn Guadalcanal.

### 1943
Vào tháng 1 năm 1943, Nicholas nằm trong thành phần khu trục của Lực lượng Đặc nhiệm 67, "Lực lượng Tấn công Cactus " đặt căn cứ tại Tulagi để chống trả các cuộc phản công của quân Nhật Bản tại Guadalcanal. Họ bắn phá các sân bay mới xây dựng của đối phương tại Munda trong các ngày 4 và 5 tháng 1, bắn phá con đường rút lui Kokumbona-mũi Esperance vào ngày 19 tháng 1, và bắn phá khu vực tiếp liệu tại Vila thuộc Kolombangara trong các ngày 23 và 24 tháng 1.
Vào ngày 1 tháng 2, khi quân Nhật bắt đầu tiến hành Chiến dịch Ke, cuộc triệt thoái khỏi Guadalcanal, Nicholas đã bảo vệ cho Tiểu đoàn 2 thuộc Trung đoàn Bộ binh 132 đổ bộ lên Verahue, và hỗ trợ cho cuộc tiến quân sâu vào đất liền để cô lập khu vực mũi Esperance với các đơn vị Nhật Bản tăng cường. Trên đường quay trở về Tulagi, nó cùng với tàu khu trục De Haven (DD-469) và ba tàu đổ bộ LCT bị một đội hình 14 chiếc máy bay ném bom bổ nhào Aichi D3A "Val" tấn công. Ba quả bom đã đánh trúng De Haven cùng một quả thứ tư suýt trúng, đã làm thủng lườn tàu, khiến nó đắm trong eo biển Đáy Sắt. Nicholas tiếp tục chống trả tám máy bay tấn công, chỉ bị một quả bom ném suýt trúng, làm thiệt mạng hai người và gây hư hại bánh lái.
Sau khi được sửa chữa, Nicholas lại tiếp nối nhiệm vụ. Trong tháng 3, nó hoạt động hộ tống vận tải cùng hai lượt bắn phá khu vực Munda-Kolombangara thuộc New Georgia. Sang tháng 4, nó gia nhập Lực lượng Đặc nhiệm 18 để tuần tra khu vực "Cái Khe", rồi đến ngày 19 tháng 4 đã lên đường đi sang Australia để được bảo trì và nghỉ ngơi tại Sydney. Đến ngày 11 tháng 5, nó lại cùng Lực lượng Đặc nhiệm 18 tuần tra khu vực Kolombangara. Vào ngày 13 tháng 5, đang khi bắn phá vị trí đối phương, khẩu pháo số 3 bị kẹt đạn và phát nổ, nhưng may mắn không có thương vong. Sau khi được sửa chữa tại Nouméa, nó làm nhiệm vụ tuần tra chống tàu ngầm, và đến cuối tháng lại tiếp nối nhiệm vụ hộ tống vận tải tại khu vực quần đảo Solomon - New Hebrides.
Vào ngày 5 tháng 7, Nicholas tham gia một cuộc bắn phá khác xuống Kolombangara. Vào sáng sớm ngày 6 tháng 7, nó đụng độ với một lực lượng tàu nổi đối phương trong vịnh Kula, và trong trận chiến diễn ra tiếp theo, Helena (CL-50) bị mất. Đang khi cứu vớt 291 người sống sót từ chiếc tàu tuần dương hạng nhẹ, chiếc tàu khu trục cũng nả pháo và phóng ngư lôi vào các tàu đối phương. Nicholas và Radford (DD-446) sau đó được trao tặng danh hiệu Đơn vị Tuyên dương Tổng thống do hoạt động anh dũng trong Trận chiến vịnh Kula này.
Trong các ngày 12 và 13 tháng 7, Nicholas tham gia Trận Kolombangara, rồi sang ngày 15 tháng 7 đã bảo vệ cho hoạt động cứu vớt những người sống sót còn lại của chiếc Helena tại Vella LaVella. Sang ngày hôm sau, nó quay trở lại Tulagi tiếp tục các hoạt động hộ tống. Đến đầu tháng 8, nó gia nhập Đơn vị Đặc nhiệm 31.5.1; và sang ngày 15 tháng 8 đã bảo vệ cho các tàu vận tải trong cuộc đổ bộ lên Barakoma, Vella LaVella. Quay trở lại Tulagi vào ngày 17 tháng 8, nó cùng các tàu khu trục O'Bannon (DD-450), Taylor (DD-468) và Chevalier (DD-451) được tung ra để đánh chặn bốn tàu khu trục Nhật xuất phát từ Rabaul, khi chúng hướng đến Vella LaVella nhằm hỗ trợ việc thiết lập một khu vực tập trung sà lan vận chuyển tại Horaniu.
Đi dọc lên "Cái Khe", các tàu khu trục Hoa Kỳ bắt gặp các đối thủ Nhật Bản qua màn hình radar ở khoảng cách 11 nmi (20 km) lúc 00 giờ 29 phút ngày 18 tháng 8; về phía bên trái là một nhóm các sà lan vận chuyển. Lúc 00 giờ 50 phút, lực lượng Hoa Kỳ nhắm vào nhóm sà lan đối phương, rồi đến 00 giờ 56 phút quay trở lại đối đầu với các tàu khu trục Nhật, giờ đây ở khoảng cách 5 nmi (9,3 km) về phía Tây Bắc. Trong trận chiến ngắn ngủi ngoài khơi Horaniu, khi phía Nhật Bản đã cắt ngang chữ T đội hình lực lượng Hoa Kỳ nhưng không phát huy được lợi thế, đối thủ bỏ dỡ cuộc chiến để rút lui lúc 01 giờ 03 phút. Phía Hoa Kỳ truy đuổi, đánh trúng tàu khu trục Isokaze, nhưng cuối cùng bị rơi lại phía sau do Chevalier gặp trục trặc động cơ nên tốc độ bị giới hạn chỉ có 30 kn (56 km/h). Họ chuyển sự chú ý sang các sàn lan đối phương đang phân tán, tiêu diệt hai tàu săn ngầm, hai xuồng phóng lôi và một sà lan đối phương.
Nicholas quay trở lại Vella LaVella trong các ngày 19 và 20 tháng 8 để truy lùng tàu bè đối phương, rồi hỗ trợ các hoạt động rải mìn trong các ngày 24 và 25 tháng 8. Đến cuối tháng, con tàu đi đến Nouméa rồi đến New Guinea và Australia để đại tu và nghỉ ngơi. Quay trở lại khu vực Solomon vào tháng 10, nó tiến hành một đợt càn quét tàu bè khác, và đến ngày 6 tháng 10 đã hỗ trợ cho việc chất dỡ khỏi các tàu vận chuyển cao tốc (ADP) tại Barakoma. Vào ngày 22 tháng 10, nó đi đến Efate tiếp nối nhiệm vụ hộ tống vận tải. Vào ngày 11 tháng 11, con tàu rời Nadi thuộc quần đảo Fiji cùng Đội đặc nhiệm 50.1 cho hoạt động bắn phá lên các đảo Kwajalein và Wotje, rồi sau đó nó hướng sang phía Tây, đi đến San Francisco vào ngày 15 tháng 12 để đại tu. Trung tá Hải quân Robert T. S. Keith tiếp nhận chỉ huy con tàu vào ngày 10 tháng 12.

### 1944
Nicholas tiếp nối nhiệm vụ hộ tống vận tải tại khu vực Trung tâm và Nam Thái Bình Dương vào ngày 12 tháng 2 năm 1944. Nó cùng Hải đội khu trục 21 đi đến vịnh Milne, New Guinea vào ngày 5 tháng 4 để tạm thời hoạt động cùng Đệ Thất hạm đội; hỗ trợ cho cuộc đổ bộ lên Aitape vào ngày 22 tháng 4, và cho đến ngày 8 tháng 5 đã hộ tống các đoàn tàu tiếp liệu đi đến đây và đến vịnh Humboldt. Sau đó nó quay trở lại khu vực quần đảo Solomon để cùng Đệ Tam hạm đội bắn phá đồn điền Medina trên đảo New Ireland vào ngày 29 tháng 5. Nó hoạt động tuần tra chống tàu ngầm vào đầu tháng 6 trước khi gia nhập trở lại Đệ Thất hạm đội vào ngày 14 tháng 6 và phục vụ cùng Đội đặc nhiệm 70.8 tại khu vực phía Bắc Solomon. Chiếc tàu khu trục lên đường đi đảo Manus vào ngày 15 tháng 8 để tham gia Lực lượng Đặc nhiệm 74, và cho đến ngày 27 tháng 8 đã hoạt động dọc theo bờ biển New Guinea. Nó quay trở lại cảng Seeadler để hỗ trợ cho chiến dịch Morotai từ ngày 15 đến ngày 30 tháng 9.
Trong thành phần Đội đặc nhiệm 78.7, Nicholas lên đường vào ngày 18 tháng 10 để hộ tống lực lượng tăng viện đi sang Leyte, Philippines, đến nơi vào ngày 24 tháng 10. Trong các ngày 25 và 26 tháng 10, nó tuần tra ngoài khơi đảo Dinagat, rồi đến ngày 27 tháng 10 đã lên đường quay trở lại Manus. Vào ngày 8 tháng 11, nó khởi hành đi Ulithi, nơi nó tiếp tục hướng đến Kossol Roads. Trên đường đi, đội hình ba chiếc bao gồm Taylor và tàu tuần dương hạng nhẹ St. Louis (CL-49) đã tiếp cận một tàu ngầm đối phương vào ngày 12 tháng 11. Nicholas đã tách khỏi đội hình, thả hai lượt mìn sâu và đánh chìm được tàu ngầm Nhật I-88.
Bốn ngày sau, Nicholas gia nhập Đội đặc nhiệm 77.1 để tuần tra khu vực đầu phía Nam của vịnh Leyte; cho đến ngày 6 tháng 12, nó sống sót qua bốn vụ tấn công tự sát bởi máy bay Kamikaze vào các ngày 27 và 29 tháng 11, 2 và 5 tháng 12. Vào ngày 6 tháng 12, chiếc tàu khu trục trợ giúp càn quét trong biển Camotes, bắn phá các cơ sở của Hải quân Nhật trong vịnh Ormoc, rồi hỗ trợ cho cuộc đổ bộ của lực lượng Đồng Minh tại đây. Nó lên đường đi Manus vào ngày 10 tháng 12, để rồi quay trở lại Leyte vào ngày 28 tháng 12 trong vai trò hộ tống vận tải.

### 1945
Vào ngày 1 tháng 1 năm 1945, Nicholas gia nhập Đội đặc nhiệm 77.3, đội Hỗ trợ Hỏa lực gần để tham gia cuộc tấn công lên vịnh Lingayen. Trên đường đi sang Luzon, đội của nó thường xuyên bị quấy phá bởi tàu ngầm bỏ túi và các cuộc không kích. Sau hai ngày bắn phá chuẩn bị, binh lính đã đổ bộ vào ngày 9 tháng 1, và cho đến ngày 18 tháng 1 chiếc tàu khu trục đã bắn pháo hỗ trợ, rồi tuần tra về phía Tây Luzon nhằm bảo vệ cho đội đặc nhiệm tàu sân bay hộ tống. Vào ngày 24 tháng 1, nó bắt giữ một xuồng máy cùng ba binh lính Nhật Bản tìm cách thoát khỏi hòn đảo, rồi đến ngày 29 tháng 1 đã bắn pháo hỗ trợ cho cuộc đổ bộ lên Zambales.
Sang đầu tháng 2, Nicholas hộ tống tàu bè đi lại giữa Leyte và Mindoro, và đi đến vịnh Manila để bắn phá Corregidor và các đảo khác trong vịnh Manila, cũng như các cơ sở đối phương tại Mariveles. Quay trở lại nhiệm vụ hộ tống vào ngày 17 tháng 2, nó bảo vệ cho các tàu quét mìn khi chúng dọn sạch eo biển Basilan vào giữa tháng 3, rồi hỗ trợ cho việc chiếm đóng khu vực bán đảo Zamboanga. Sang tháng 4, nó quay trở lại Luzon để hỗ trợ cho Tập đoàn quân 6 trong chiến dịch tái chiếm lại hòn đảo, rồi tiếp tục hoạt động tại Đông Ấn thuộc Hà Lan vào ngày 24 tháng 4. Từ đó cho đến ngày 5 tháng 5, nó hỗ trợ cho cuộc tấn công lên Tarakan, trước khi quay trở lên phía Bắc đến Luzon, rồi đến Leyte nơi nó gia nhập Đơn vị Đặc nhiệm 30.12.2, và lên đường đi Okinawa vào ngày 15 tháng 6. Sau các cuộc tấn công lên Sakishima, nó gia nhập Đội đặc nhiệm 30.8 tại Ulithi và hộ tống cho đội này trong nhiệm vụ tiếp nhiên liệu và tiếp liệu cho các tàu sân bay nhanh giữa biển hơi. Vào ngày 11 tháng 8, nó trình diện cùng Đội đặc nhiệm 38.4, một đội tàu sân bay nhanh, để hộ tống chúng trong các cuộc không kích xuống khu vực Tokyo vào ngày 13 tháng 8. Đến ngày 15 tháng 8, Nhật Bản đầu hàng kết thúc cuộc xung đột.
Theo một mệnh lệnh của Đô đốc William Halsey Jr., Tư lệnh Đệ Tam hạm đội vào cuối tháng 8, Nicholas và các tàu chị em O'Bannon và Taylor đã có mặt trong vịnh Tokyo để tham gia lễ ký kết văn kiện Nhật Bản đầu hàng, hộ tống cho thiết giáp hạm Missouri (BB-63) tiến vào vịnh Tokyo, đưa các đại diện Hoa Kỳ và Đồng Minh đến tham dự nghi thức bên trên chiếc Missouri vào ngày 2 tháng 9. Chiếc tàu khu trục sau đó tham gia hồi hương những tù binh chiến tranh Đồng Minh, rồi rời Viễn Đông vào ngày 5 tháng 10 và về đến Seattle, Washington vào ngày 19 tháng 10. Nó tiếp tục đi đến San Pedro vào ngày 1 tháng 11, và được chuẩn bị cho ngừng hoạt động. Nicholas được cho xuất biên chế vào ngày 12 tháng 6 năm 1946.

### 1950 - 1959
Nicholas nằm trong thành phần Hạm đội Dự bị Thái Bình Dương sau khi xuất biên chế, và được xếp lại lớp như một tàu khu trục hộ tống với ký hiệu lườn DDE-449 vào ngày 26 tháng 3 năm 1949. Khi Chiến tranh Triều Tiên bùng nổ, con tàu được huy động trở lại và bắt đầu được cải biến từ tháng 11 năm 1950. Sau khi nhập biên chế trở lại vào ngày 19 tháng 2 năm 1951, nó chạy thử máy dọc theo vùng bờ Tây, rồi lên đường đi Trân Châu Cảng, nơi nó gia nhập Đội khu trục hộ tống 12 trực thuộc Hải đội Khu trục hộ tống 1, và tiếp tục đi sang khu vực Tây Thái Bình Dương. Đi đến Yokosuka, Nhật Bản vào ngày 10 tháng 6, nó hoạt động hộ tống các tàu sân bay thuộc Lực lượng Đặc nhiệm 77 tại vùng biển Viễn Đông cho đến ngày 14 tháng 11, hoạt động ngoài khơi bờ biển phía Tây Triều Tiên, thực tập chống tàu ngầm giữa Yokosuka và Okinawa cũng như tuần tra tại eo biển Đài Loan.
Nicholas lại khởi hành từ Trân Châu Cảng vào ngày 3 tháng 5 năm 1952 để đi sang khu vực chiến sự Triều Tiên, tạm thời điều động sang Đội khu trục 112, và thoạt tiên phục vụ cùng Lực lượng Đặc nhiệm 77 trước khi vòng qua bán đảo Triều Tiên để hoạt động tại vùng giáp ranh bên bờ biển phía Đông Triều Tiên cùng Lực lượng Đặc nhiệm 95. Con tàu lên đường quay trở về Hoa Kỳ vào tháng 7, để rồi cùng Đội khu trục hộ tống 12 quay trở lại Triều Tiên vào tháng 11, và ở lại khu vực Viễn Đông cho đến ngày 20 tháng 5 năm 1953.
Nicholas sau đó luân phiên hoạt động giữa khu vực Tây Thái Bình Dương và phục vụ cùng Đệ Nhất hạm đội. Những lượt được bố trí cùng Đệ Thất hạm đội đã đưa con tàu đi đến khu vực giữa Nhật Bản và Sumatra, Indonesia; và ở vùng biển nhà chủ yếu giữa quần đảo Hawaii và vùng bờ Tây Hoa Kỳ. Những nhiệm vụ đặc biệt của Đệ Nhất hạm đội đã phái nó đến khu vực Trung tâm Thái Bình Dương vào năm 1954 để tham gia Chiến dịch Castle, một cuộc thử nghiệm bom nguyên tử.

### 1960 - 1970
Nicholas trải qua đợt nâng cấp Phục hồi và Hiện đại hóa Hạm đội (FRAM: Fleet Rehabilitation and Modernization) từ tháng 12 năm 1959 đến tháng 7 năm 1960, và ra khỏi ụ tàu kịp lúc để tham gia đợt bố trí luân phiên hàng năm sang khu vực Tây Thái Bình Dương. Đây là lần đầu tiên kể từ Thế Chiến II khi nó được phái đến hoạt động tại Biển Đông. Con tàu được xếp lớp trở lại như một tàu khu trục với ký hiệu lườn cũ DD-449 vào ngày 1 tháng 7 năm 1962, và quay trở lại khu vực Biển Đông vào tháng 3 năm 1965. Tại đây nó là một trong những con tàu đầu tiên tham gia Chiến dịch Market Time, các hoạt động tuần tra ven biển Nam Việt Nam nhằm ngăn chặn việc vận chuyển người, vũ khí và tiếp liệu từ Bắc Việt Nam cho lực lượng Việt Cộng bằng thuyền buồm và thuyền đánh cá.

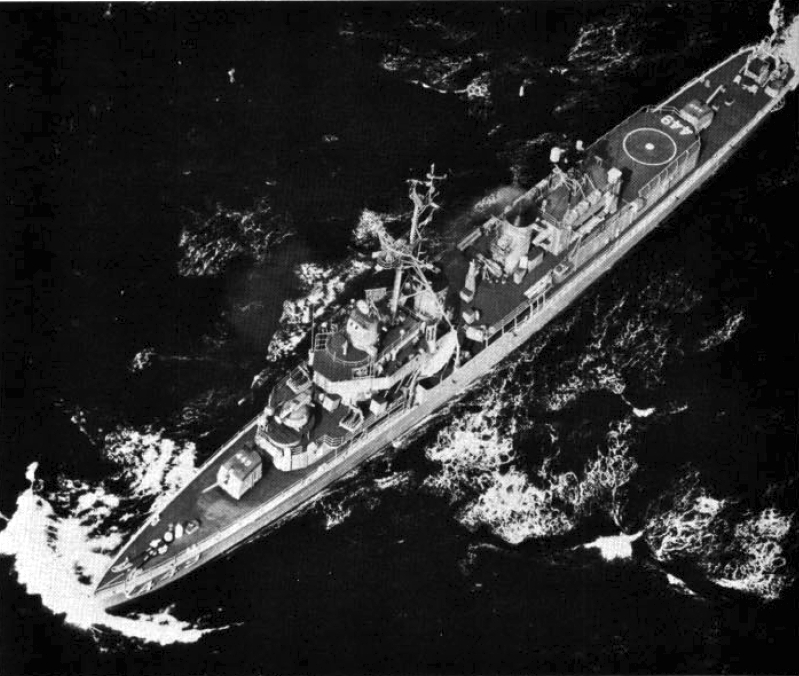
Nicholas sau đợt cải biến FRAM II

Được thay phiên nhiệm vụ vào ngày 15 tháng 4, Nicholas quay trở lại Trân Châu Cảng để rồi lại lên đường đi sang Việt Nam vào giữa tháng 9. Có mặt ngoài khơi bờ biển chiến sự vào ngày 1 tháng 10, nó làm nhiệm vụ khảo sát và bắn hỏa lực hỗ trợ cho đến ngày 3 tháng 12, khi nó đi đến Đài Loan để tuần tra tại eo biển Đài Loan. Sang đầu năm 1966, con tàu quay trở lại Việt Nam để hoạt động tại Trạm Yankee trong vịnh Bắc Bộ, tiếp nối bởi một lượt hoạt động tuần tra “Market Time“, trước khi lên đường quay trở về nhà vào cuối tháng 2, đi ngang qua Australia và Hawaii trước khi về đến vùng bờ Tây vào ngày 17 tháng 3.
Từ thời điểm này, những lượt phục vụ tiếp theo tại Tây Thái Bình Dương hầu như theo một lịch trình tương tự. Nhiệm vụ hỗ trợ hỏa lực của nó trong lượt hoạt động từ tháng 11 năm 1966 đến tháng 5 năm 1967 bao gồm việc tham gia Chiến dịch Deckhouse Five tại khu vực Đồng bằng sông Cửu Long cũng như các hoạt động gần Khu phi quân sự. Hầu hết lượt hoạt động của nó trong năm 1968 là tại vùng biển Việt Nam, nhưng dành nhiều thời gian hơn cho phục vụ tại Trạm Yankee và các nhiệm vụ bắn phá bờ biển. Khi quay trở về khu vực Đông Thái Bình Dương, nó được phân công hỗ trợ Chương trình Apollo của NASA. Từ ngày 8 đến ngày 23 tháng 10, nó tham gia hoạt động thu hồi tàu vũ trụ Apollo 7 tại Thái Bình Dương; và một lần nữa từ ngày 19 đến ngày 22 tháng 12 nhằm thu hồi tàu vũ trụ Apollo 8. Sau mỗi lượt hoạt động này, nó tiến hành huấn luyện tại Trân Châu Cảng để chuẩn bị cho lượt hoạt động tiếp theo tại Tây Thái Bình Dương.
Trở thành chiếc tàu khu trục cũ nhất của Hải quân còn hoạt động tám năm trước đó, Nicholas được cho xuất biên chế tại Trân Châu Cảng vào ngày 30 tháng 1 năm 1970. Vào lúc này chỉ còn bảy chiếc lớp Fletcher khác còn hoạt động cùng Hải quân Hoa Kỳ. Tên nó được cho rút khỏi danh sách Đăng bạ Hải quân, và con tàu được kéo đến Portland, Oregon, và bị tháo dỡ vào năm 1972.

## Phần thưởng
Ngoài danh hiệu Đơn vị Tuyên dương Tổng thống, Nicholas còn được tặng thưởng mười sáu Ngôi sao Chiến trận, trở thành một trong những tàu chiến được tặng thưởng nhiều nhất trong Thế Chiến II; là thành tích đứng thứ hai trong số các tàu khu trục chỉ sau con tàu chị em O'Bannon (DD-450). Con tàu còn được thưởng thêm năm Ngôi sao Chiến trận khi phục vụ trong Chiến tranh Triều Tiên và chín Ngôi sao Chiến trận nữa khi phục vụ trong Chiến tranh Việt Nam, đưa đến tổng cộng 30 Ngôi sao Chiến trận, thành tích cao nhất của mọi tàu chiến Hoa Kỳ trong thế kỷ XX.